# Aeroporto Internacional de Jamena
O Aeroporto Internacional de Jamena (em francês: Aéroport international de N'Djamena) é um aeroporto internacional que serve a cidade de Jamena, capital do Chade, sendo o principal e único internacional do país. O aeroporto também abriga uma base militar da França.